# Fahrzeugwerk Weidner
Fahrzeugwerk Weidner oHG war ein deutsches Unternehmen.
In anderen Quellen finden sich auch die Firmierungen Fahrzeugwerke Weidner oHG, Weidner oHG und Weidner AG.

## Unternehmensgeschichte
Das Unternehmen wurde 1918 gegründet. Zunächst ist Heilbronn als Unternehmenssitz angegeben. Vor dem Zweiten Weltkrieg stellte es Anhänger für Personenkraftwagen her. Eine andere Quelle bestätigt Kippanhänger und nennt außerdem Rütteleggen, Front- und Hecklader und Dungstreuer. Während der Kriegszeit entstanden Teile für das Kettenkrad. 1951 wurde der Sitz nach Schwäbisch Hall verlegt. Neben Anhängern entstanden nun auch Ackerwagen und Bergungsfahrzeuge. Zwischen 1957 und Ende 1958 stellte das Unternehmen Automobile her. Der Markenname lautete Weidner.
Danach entstanden noch Bergungs- und Abschleppfahrzeuge, Waschanlagen und andere Dinge.
Eine Anzeige von 1976 für Hochdruckreiniger ist überliefert. Von 1978 und 1981 sind noch Anzeigen bekannt. Danach verliert sich die Spur des Unternehmens. Das Kraftfahrt-Bundesamt führt Weidner unter der Schlüsselnummer 6709. Am 11. Mai 1977 wurde ebenfalls in Schwäbisch Hall die Weidner Reinigungssysteme GmbH gegründet. Dieses Unternehmen sieht sich als Nachfolgeunternehmen.

## Fahrzeuge

### Kranwagen
1957 wurde der Weidner-Wracker als Fahrzeugkran vorgestellt. Er war mit 10 Tonnen angegeben. Für das Fahrgestell wurden gebrauchte Teile von Dreiachsern der Reo Motor Car Company verwendet. Verschiedene Motoren von MAN und Daimler-Benz, die wahlweise neu oder generalüberholt waren, trieben die Fahrzeuge an.

### Personenkraftwagen

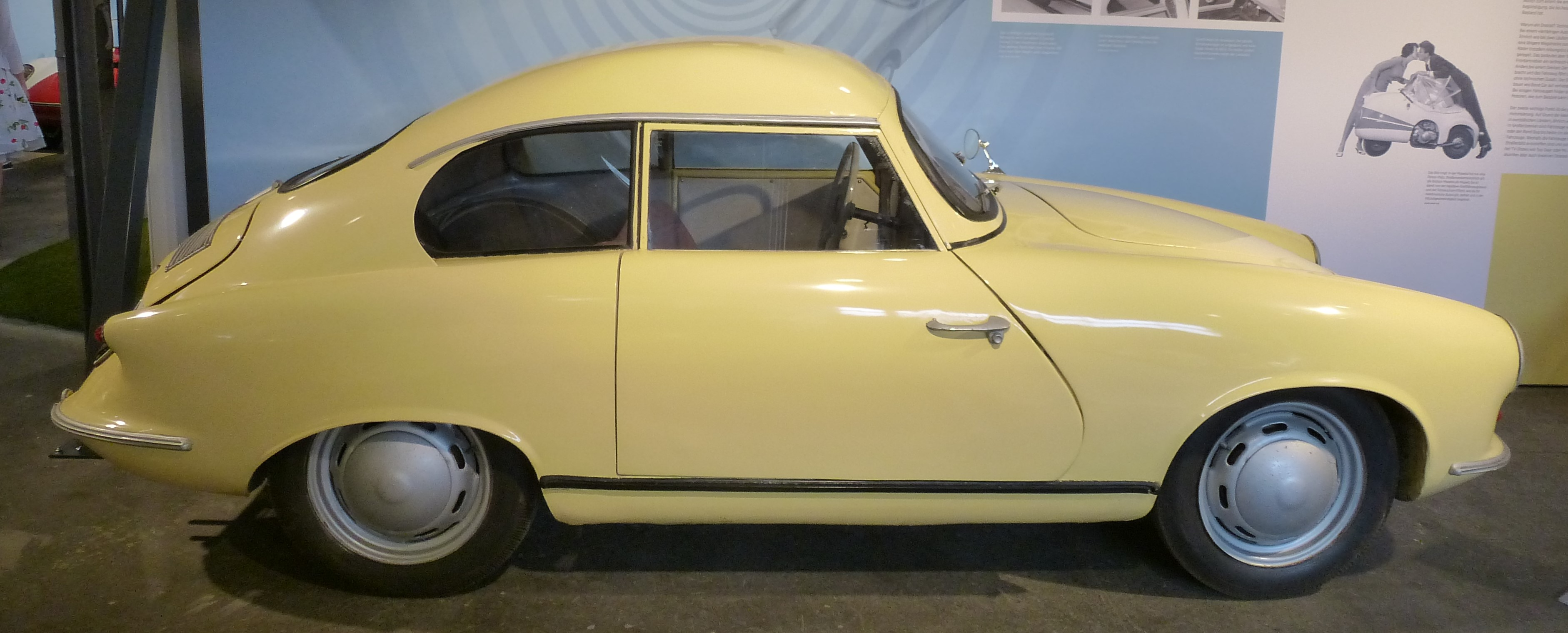
Weidner 70 S

Das einzige Modell war ein Kleinwagen mit einer Karosserie als Coupé. Die Lizenz kam von Hans Trippel. Geplant war die Produktion von 400 Fahrzeugen monatlich. Tatsächlich entstanden weit weniger. Der hohe Neupreis von 7000 DM wird als ein Grund für den geringen Markterfolg angegeben.
Mehrere Quellen geben übereinstimmend 200 Fahrzeuge an.